# Bochabal, Ramdurg
Bochabal là một làng thuộc tehsil Ramdurg, huyện Belgaum, bang Karnataka, Ấn Độ.